# Canal Pommeroeul-Antoing
Canal Pommeroeul-Antoing är en kanal i Belgien.   Den ligger i provinsen Hainaut och regionen Vallonien, i den västra delen av landet, 70 km sydväst om huvudstaden Bryssel.
Runt Canal Pommeroeul-Antoing är det i huvudsak tätbebyggt. Runt Canal Pommeroeul-Antoing är det ganska tätbefolkat, med 230 invånare per kvadratkilometer.